# And We Run
And We Run è un singolo del gruppo musicale olandese Within Temptation, pubblicato nel 2014 ed estratto dall'album Hydra. Il brano ha visto il gruppo collaborare con il rapper statunitense Xzibit.

## Tracce
Versione Standard
1. And We Run (radio edit) (featuring Xzibit) – 2:51
2. And We Run (album version) (featuring Xzibit) – 3:50
3. And We Run (dance remix) (featuring Xzibit) – 3:00
4. Living on Fire (demo version) – 2:43

Versione estesa (Tracce bonus)
1. Keep on Breathing (demo version) – 3:02
2. One of These Days (demo version) – 2:31

## Formazione
- Sharon den Adel – voce
- Martijn Spierenburg – tastiera
- Stefan Helleblad – chitarra
- Ruud Jolie – chitarra
- Jeroen van Veen – basso
- Mike Coolen – batteria
- Xzibit – voce (come ospite)